# 紫花苜蓿
紫花苜蓿（學名：Medicago sativa， 阿拉伯语：‎），又叫做紫苜蓿、牧蓿、苜蓿、路蒸，属豆科植物。

## 形态
多年生草本，最高可以長至一米。根系强大；茎直立或匍匐，光滑多分枝；叶子互生，复叶具三倒卵状长圆形小叶；叶腋生总状花序，紫色花；螺旋形黑褐色的荚果，无毛；黄褐色肾形种子。

## 分布
紫花苜蓿生長期一般有五至十二年，視乎品種和氣候而異。可适应不同的气候和土壤条件，吸收土壤中的矿物质和其他营養，在旱季亦可生存；还可以作为牧草、绿肥作物或者观赏植物，分布于全世界温带地区。
苜蓿原产于伊朗，但現在全世界都可以找到它的蹤影，是世界上除了大豆之外種植量最大的豆科植物，全球种植面积达到3300万公顷。美国、中国、阿根廷、俄罗斯、意大利、加拿大、法国、澳大利亚、匈牙利和保加利亚是苜蓿主产区（按照种植面积排名）。

## 用途
具三小叶和蓝紫色花，花成蝶形；结荚果。荚果可食，含有丰富蛋白质和脂肪酸（Omegas 3）和维生素K。苜蓿的嫩苗亦可食，称为“苜蓿芽”，是时下瘦身及素食主义者的最爱，一般都會與沙律醬涼拌，亦有夾入三文治或搾汁。阿拉伯人亦用种子饲喂赛马。